# Leona Popović
Leona Popović (ur. 13 listopada 1997 w Rijece) – chorwacka narciarka alpejska.

## Kariera
Po raz pierwszy na arenie międzynarodowej pojawiła się 14 listopada 2013 roku w Sulden, gdzie w zawodach juniorskich zajęła 25. miejsce w gigancie. W 2015 roku wzięła udział w mistrzostwach świata juniorów w Hafjell, zajmując między innymi ósme miejsce w slalomie. Na rozgrywanych dwa lata później mistrzostwach świata juniorów w Åre trzykrotnie plasowała się w pierwszej dziesiątce: w kombinacji była piąta, w slalomie ósma, a w gigancie dziewiąta. Zajęła także siódme miejsce w gigancie podczas mistrzostw świata juniorów w Davos w 2018 roku.
W Pucharze Świata zadebiutowała 4 stycznia 2015 roku w Zagrzebiu, gdzie nie ukończyła pierwszego przejazdu w slalomie. Pierwsze punkty zdobyła 24 lutego 2017 roku w Crans-Montana, zajmując w 18. miejsce w kombinacji. Na podium zawodów tego cyklu pierwszy raz stanęła 18 marca 2023 roku w Soldeu, kończąc slalom na drugiej pozycji. W zawodach tych rozdzieliła Słowaczkę Petrę Vlhovą i Mikaelę Shiffrin z USA.
Podczas igrzysk olimpijskich w Pjongczangu w 2018 roku wystartowała w gigancie, jednak nie ukończyła rywalizacji. Na rozgrywanych cztery lata później igrzyskach olimpijskich w Pekinie zajęła 23. miejsce w slalomie. Zajęła też między innymi dziewiąte miejsce w zawodach drużynowych na mistrzostwach świata w Sankt Moritz w 2017 roku i siedemnaste w slalomie podczas mistrzostw świata w Courchevel/Méribel w 2023 roku.

## Osiągnięcia

### Igrzyska olimpijskie
| Miejsce | Dzień     | Rok  | Miejscowość | Konkurencja | Czas biegu | Strata | Zwyciężczyni     |
| ------- | --------- | ---- | ----------- | ----------- | ---------- | ------ | ---------------- |
| DNF1    | 15 lutego | 2018 | Pjongczang  | Gigant      | 2:20,02    | -      | Mikaela Shiffrin |
| 23.     | 9 lutego  | 2022 | Pekin       | Slalom      | 1:44,98    | +3,44  | Petra Vlhová     |

### Mistrzostwa świata
| Miejsce | Dzień     | Rok  | Miejscowość         | Konkurencja     | Czas biegu | Strata | Zwyciężczyni          |
| ------- | --------- | ---- | ------------------- | --------------- | ---------- | ------ | --------------------- |
| 30.     | 3 lutego  | 2015 | Vail / Beaver Creek | Supergigant     | 1:10,29    | +4,99  | Anna Fenninger        |
| 36.     | 6 lutego  | 2015 | Vail / Beaver Creek | Zjazd           | 1:45,89    | +7,99  | Tina Maze             |
| DNF1    | 9 lutego  | 2015 | Vail/Beaver Creek   | Superkombinacja | 2:33,37    | -      | Tina Maze             |
| 37.     | 12 lutego | 2015 | Vail/Beaver Creek   | Gigant          | 2:19,16    | +8,41  | Anna Fenninger        |
| 27.     | 14 lutego | 2015 | Vail/Beaver Creek   | Slalom          | 1:38,48    | +6,25  | Mikaela Shiffrin      |
| DNF     | 3 lutego  | 2017 | Sankt Moritz        | Supergigant     | 1:32,34    | -      | Nicole Schmidhofer    |
| DNF2    | 10 lutego | 2017 | Sankt Moritz        | Superkombinacja | 1:58,88    | -      | Wendy Holdener        |
| 9.      | 14 lutego | 2017 | Sankt Moritz        | Drużynowo       | -          | -      | Francja               |
| DNF2    | 16 lutego | 2017 | Sankt Moritz        | Gigant          | 2:05,55    | -      | Tessa Worley          |
| DNF1    | 18 lutego | 2017 | Sankt Moritz        | Slalom          | 1:37,27    | -      | Mikaela Shiffrin      |
| 25.     | 18 lutego | 2021 | Cortina d’Ampezzo   | Gigant          | 2:30,66    | +5,87  | Lara Gut-Behrami      |
| 21.     | 20 lutego | 2021 | Cortina d’Ampezzo   | Slalom          | 2:30,66    | +4,66  | Katharina Liensberger |
| 17.     | 18 lutego | 2023 | Courchevel/Méribel  | Slalom          | 1:43,15    | +1,66  | Laurence St. Germain  |

### Mistrzostwa świata juniorów
| Miejsce | Dzień       | Rok  | Miejscowość | Konkurencja     | Czas biegu | Strata | Zwyciężczyni        |
| ------- | ----------- | ---- | ----------- | --------------- | ---------- | ------ | ------------------- |
| DNF1    | 7 marca     | 2015 | Hafjell     | Gigant          | 2:25,14    | -      | Nina Ortlieb        |
| 8.      | 9 marca     | 2015 | Hafjell     | Slalom          | 1:43,54    | +1,51  | Paula Moltzan       |
| 36.     | 10 marca    | 2015 | Hafjell     | Supergigant     | 1:23,81    | +2,94  | Federica Sosio      |
| 21.     | 10 marca    | 2015 | Hafjell     | Superkombinacja | 2:08,54    | +3,98  | Rahel Kopp          |
| 42.     | 13 marca    | 2015 | Hafjell     | Zjazd           | 2:25,14    | +4,74  | Mina Fürst Holtmann |
| 25.     | 9 marca     | 2017 | Åre         | Supergigant     | 1:15,10    | +3,75  | Nadine Fest         |
| 5.      | 10 marca    | 2017 | Åre         | Superkombinacja | 2:09,05    | +1,50  | Nadine Fest         |
| 9.      | 12 marca    | 2017 | Åre         | Gigant          | 1:58,38    | +1,69  | Laura Pirovano      |
| 8.      | 30 stycznia | 2018 | Davos       | Gigant          | 1:39,66    | +1,44  | Julia Scheib        |
| DNF1    | 31 stycznia | 2018 | Davos       | Slalom          | 1:46,51    | –      | Meta Hrovat         |

### Puchar Świata

#### Miejsca w klasyfikacji generalnej
- sezon 2016/2017: 92.
- sezon 2017/2018: 105.
- sezon 2019/2020: 117.
- sezon 2020/2021: 87.
- sezon 2021/2022: 51.
- sezon 2022/2023: 27.
- sezon 2023/2024: 50.
- sezon 2024/2025:

#### Miejsca na podium w zawodach
1. Soldeu – 18 marca 2023 (slalom) – 2. miejsce
2. Levi – 12 listopada 2023 (slalom) – 2. miejsce